# Plateforme de glace de Ross
La plateforme de glace de Ross, autrefois appelée grande barrière de glace puis barrière de Ross, est la plus grande plateforme de glace d'Antarctique et la première à avoir été décrite et cartographiée. Elle porte le nom de James Clark Ross qui commandait l'expédition qui l'a découverte. Elle a attiré de nombreux explorateurs au début du XXe siècle puis de nombreuses expéditions scientifiques.

## Géographie
Cette plateforme de glace est alimentée par un très large courant de glace s'écoulant depuis la terre Marie Byrd, à l'Est, et par de multiples glaciers s'écoulant au travers de la chaîne Transantarctique, à l'Ouest. Le front de la plateforme de glace, au Nord, est limité par l'île de Ross le détroit de McMurdo, et la mer de Ross. Plusieurs îles comme l'île Roosevelt sont complètement prises dans la glace de la barrière.
Présentant une largeur d’environ 800 km, il couvrait quelque 500 809 km2 en 2013. Sa plus grande partie se trouve dans la dépendance de Ross, territoire revendiqué par la Nouvelle-Zélande.

## Climat
La plateforme est réputée pour son climat extrême. Le peu de relief de celle-ci ne freine pas le vent.
| Mois                     | jan. | fév.  | mars  | avril | mai   | juin | jui.  | août  | sep.  | oct.  | nov.  | déc. | année |
| ------------------------ | ---- | ----- | ----- | ----- | ----- | ---- | ----- | ----- | ----- | ----- | ----- | ---- | ----- |
| Température moyenne (°C) | −4,5 | −11,4 | −20,5 | −24   | −25,6 | −26  | −28,3 | −29,7 | −28,1 | −21,3 | −11,4 | −4,8 | −19,6 |

## Histoire

### Découverte

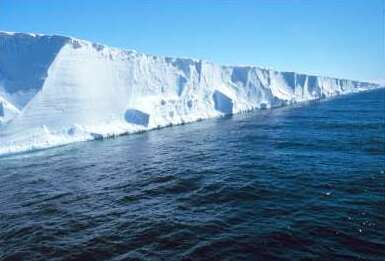
Le nord de la plateforme de Ross.

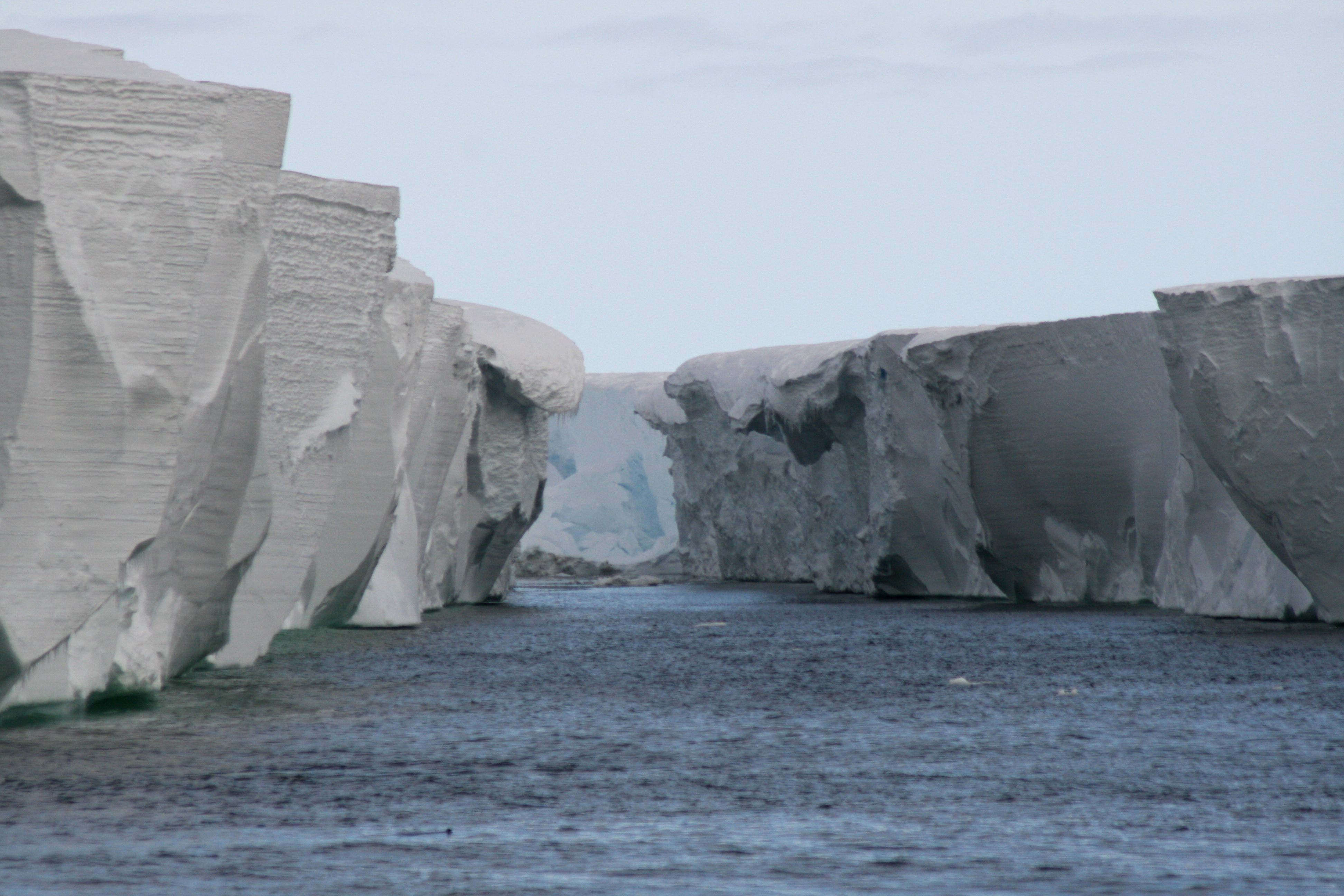
La plateforme de glace de Ross.

La plateforme de glace a été découverte le 28 janvier 1841 lors de l'expédition Erebus et Terror (1839-1843) avec d'autres lieux qui prendront une grande importance historique comme l'île de Ross et le détroit de McMurdo. Le capitaine James Clark Ross qui menait l'expédition la nomme la « Grande barrière de glace » parce qu'elle l'empêche d'aller plus au sud et parce que sa hauteur la rend très imposante. Ce n'est que plus tard qu'elle prendra son nom.
Ross est encore à Hobart en Tasmanie quand il a vent de la découverte de la terre Adélie par l'expédition française Dumont d'Urville (1839-1840) de Jules Dumont d'Urville et les plans de l'expédition américaine Wilkes (1839-1842) de Charles Wilkes. Il décide alors de détourner son expédition dans ce secteur non cartographié, plus à l'est. Cela lui permet de faire l'une des découvertes les plus spectaculaires du XIXe siècle.
L'accès à la barrière est difficile, le HMS Erebus et HMS Terror, les bombardes en bois de Ross n'ont pas la puissance des brise-glace modernes, et le pack freine la progression. Ross aperçoit le cap Adare au nord-est de la terre Victoria puis longe la côte vers le sud. Il découvre le détroit de McMurdo et l'île de Ross et enfin une énorme barrière de glace de 50 m de haut. La longeant partiellement, il estime la longueur de la barrière à 800 km. Devant hiverner, il décide de rentrer à Hobart faute de lieux sûrs.
À son retour l'année suivante, les conditions météorologiques sont moins clémentes. La barrière étant à sa bordure nord une énorme falaise de glace, il ne peut y débarquer des hommes et se contente de la cartographier sur sa partie Est jusqu'à 160° de longitude ouest.

### Première exploration
C'est au cours de l'expédition Southern Cross (1898–1900) que Carsten Borchgrevink et deux hommes parviennent à escalader la barrière et peuvent l'explorer via une pente sur celle-ci. Ils réalisent un « Farthest South » à la latitude de 78°50'S, c'est-à-dire en atteignant une latitude que personne avant eux n'avait réalisée. Ils ne restent pas beaucoup de temps sur celle-ci, leur camp de base principal étant au cap Adare.
Les observations indiquent que la barrière s'est déplacée de quelque 30 km au sud depuis l'époque de Ross.

### Percées décisives

Trajet de l'expédition Nimrod dans les terres connues à l'époque.

Les expéditions suivantes qui ont permis d'atteindre le pôle Sud lors de l'âge héroïque de l'exploration en Antarctique (1895-1922) passèrent toutes par la plateforme de glace afin d'atteindre le plateau Antarctique.
L'expédition Discovery (1901-1904) de Robert Falcon Scott et l'expédition Nimrod (1907-1909) d'Ernest Shackleton tenteront sans l'atteindre le pôle Sud mais donnant une pratique et une expérience qui sera importante dans les expéditions suivantes.

### Sur la route du Pôle Sud

L'expédition Terra Nova de Robert Falcon Scott (Royaume-Uni)
L'expédition Amundsen de Roald Amundsen (Norvège)

Les expéditions britanniques prenaient comme base le détroit de McMurdo et l'île de Ross pour leurs tentatives et l'expédition Amundsen (1910-1913) du norvégien Roald Amundsen la baie des Baleines (Framheim).
L'expédition Amundsen atteignit le pôle par le glacier Axel Heiberg et l'expédition Terra Nova (1910-1913) de Robert Falcon Scott par le glacier Beardmore. Les cinq hommes de cette dernière tomberont à son retour sur un climat particulièrement rigoureux, et bloqués par la tempête et à court de provisions, moururent. Depuis cet événement tragique, les conditions climatiques sur la barrière sont considérées comme décisives dans les tentatives à pied.

### Seconde phase d'exploration
En 1928, Richard Byrd place son camp de base Little America à la baie des Baleines et en fait la tête de pont pour cinq expéditions américaines entre 1929 et 1956.
L'est de la plateforme de Ross est notamment exploré en 1934.

### Période moderne
Plusieurs bases antarctiques se situent près de la plateforme, notamment la base néo-zélandaise Scott et la base américaine McMurdo toutes deux sur la péninsule de Hut Point de l'île de Ross.
Trois aéroports saisonniers, Ice Runway, Williams Field et Pegasus Field, se situent sur la barrière.

## Évolution et conservation

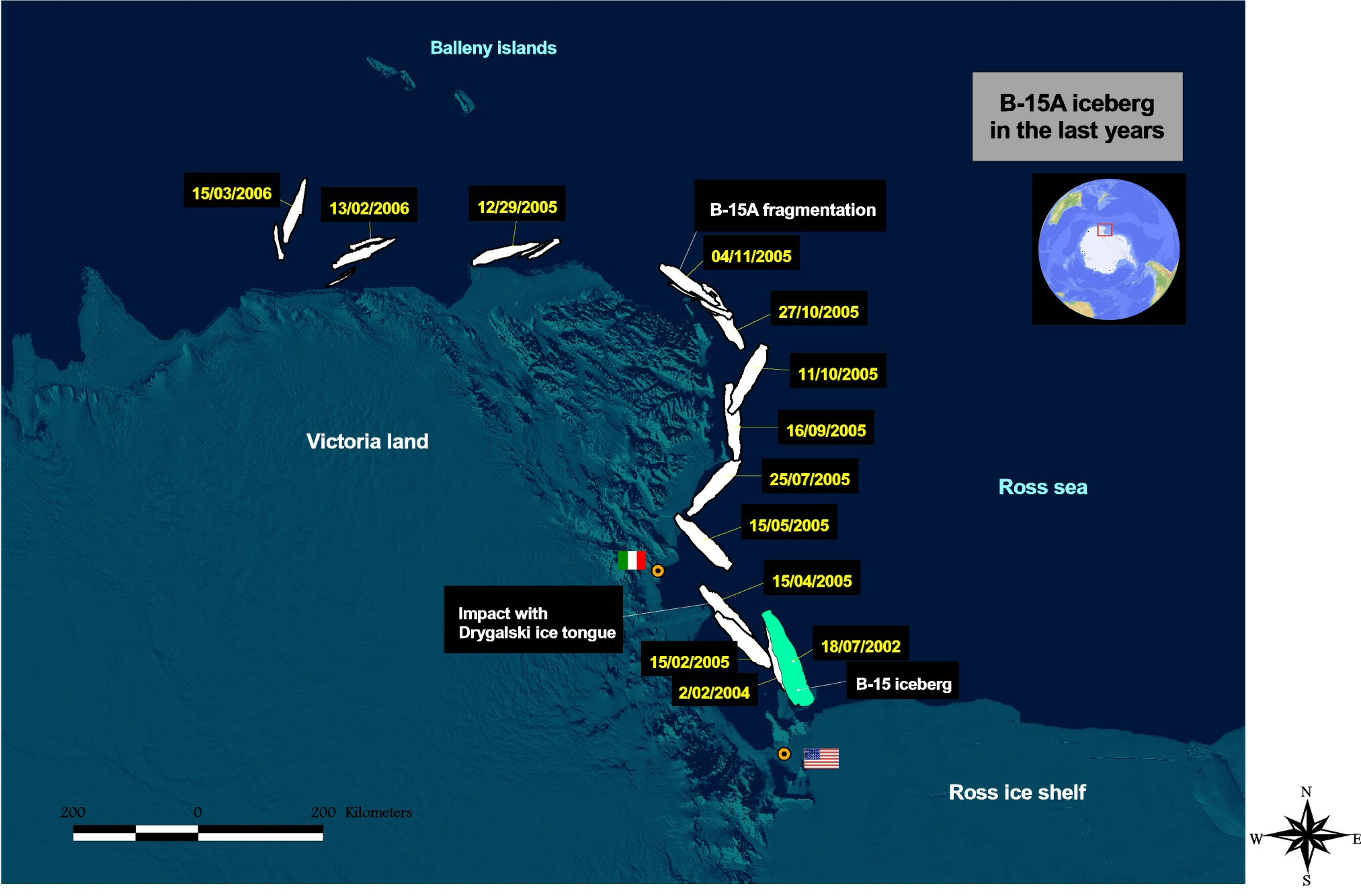
Déplacements de l'Iceberg B-15.

Avec le réchauffement climatique, l'inlandsis de l'Antarctique est très touché. Dans les années 2000, certains scientifiques ont envisagé une dislocation partielle de la plateforme de Ross à moyen terme.
Le 17 mars 2000, l'iceberg B-15 d'environ 11 000 km2, soit plus que la taille de la Jamaïque, s'est désolidarisé de la plateforme de glace. En 2002, c'est l'Iceberg C-19 (en) d'environ 5 500 km2 et l'Iceberg C-18 d'environ 560 km2 qui se sont détachés.